# Evergestis mimounalis
Evergestis mimounalis ist ein Schmetterling aus der Familie der Crambiden (Crambidae).

## Merkmale
Die Falter erreichen eine Flügelspannweite von etwa 30 Millimeter. Kopf und Thorax sind weiß mit dunkel bräunlicher Durchmischung. Das Abdomen ist fahler. Die Labialpalpen sind sehr kurz, die Fühler sind dunkelbraun. Die Vorderflügel haben die für die Gattung Evergestis typische Kontur und besitzen eine weißliche Grundfärbung, die an der Basis, in der Flügelmitte und am Flügelaußenrand stark dunkelbraun überlagert ist. Die Subbasallinie ist kaum erkennbar und in der Mitte geteilt. Die Antemedian- und Postmedianlinien sind auffällig. Sie verlaufen schräg und nahezu parallel. Die Erstere ist dreifach gekerbt, wobei die Kerben zur Flügelbasis zeigen. Letztere ist in Richtung der Flügelbasis mit unregelmäßigen kleinen schwarzen Kerben versehen. Im Subterminalbereich befindet sich zwischen den Adern eine Reihe schwärzlicher Punkte. Die Saumlinie ist dünn und braun gefärbt. Die Fransenschuppen sind hellbraun und weiß gescheckt. Die Hinterflügel sind weißlich dunkelbraun, die Aderung ist deutlich sichtbar. Die schwache, regelmäßig gekerbte Postmedianlinie endet in einem dunklen Fleck im Innenwinkel. Zwischen ihr und dem dunkleren Flügelrand befindet sich ein fahler Bereich. Der Flügelaußenrand weist zwischen den Adern eine Reihe unregelmäßiger dunkler Punkte auf. Die Fransenschuppen sind fahl ockerfarben und haben in der Nähe ihrer Basis eine dunkle Linie. Die Vorderflügelunterseite ist weißlich und stark dunkel durchmischt. Der Flügelrand ist dunkler, der Diskalfleck ist groß und unregelmäßig, die Querlinien sind nur schwach angedeutet. Die Zeichnung der Hinterflügelunterseiten ist identisch mit jener der Oberseiten.
Die in den Bergen des Hohen Atlas in Marokko vorkommende Unterart E. m. distinctalis ist durch eine düsterere Färbung gekennzeichnet. Diese Unterart wurde von Zerny 1935 fälschlich als Evergestis fulgura abgebildet.

### Ähnliche Arten
E. mimounalis ähnelt in Größe und Zeichnung Evergestis frumentalis. Die Grundfärbung ist aber dunkler und weniger gelblich. Darüber hinaus unterscheidet sich die zuerst genannte Art durch die nahezu parallel verlaufenden, stark gekerbten Querlinien auf den Oberseiten der Vorderflügel. Auf der Flügelunterseite ist E. mimounalis gleichmäßiger gefärbt und weniger weißlich und grau gemustert.

## Verbreitung
Evergestis mimounalis kommt in Marokko im Mittleren Atlas und im Hohen Atlas vor.

## Biologie
Die Präimaginalstadien sind unbekannt. Falter wurden von Juli bis September gefangen.

## Systematik
Aus der Literatur sind folgende Synonyme bekannt:
- Orobena mimounalis Oberthür, 1922
- Evergestis mimounalis distinctalis Rungs, 1975

Evergestis mimounalis distinctalis Rungs wurde als Ersatzname für Evergestis fulgura sensu Zerny, 1935 nec Le Cerf 1933 beschrieben. Rungs betrachtete distinctalis  als eine Unterart von E. mimounalis, die in großen Höhen vorkommt. Später betrachtete er E. mimounalis als Unterart von Evergestis hordealis Rungs (1979). Der Status von E. m. distinctalis ist daher unklar und muss überprüft werden.

## Belege
1. 1 2 3 4 5 6 7  Barry Goater, Matthias Nuss, Wolfgang Speidel: Pyraloidea I (Crambidae, Acentropinae, Evergestinae, Heliothelinae, Schoenobiinae, Scopariinae). In: P. Huemer, O. Karsholt, L. Lyneborg (Hrsg.): Microlepidoptera of Europe. 1. Auflage. Band 4. Apollo Books, Stenstrup 2005, ISBN 87-88757-33-1, S. 80 (englisch).
2. ↑  Zerny, Hans (1935): Neue Pyraliden aus der Sierra de Gredos in Castilien. Zeitschrift des Österreichischen Entomologen-Vereins 20, S. 32  (zobodat.at [PDF; 1,6 MB])
3. ↑  Global Information System on Pyraloidea (GlobIZ). Abgerufen am 8. Mai 2013.